# Adalbertstraße (München)
Die Adalbertstraße ist eine Straße in der Maxvorstadt, dem Stadtbezirk 3 der bayerischen Landeshauptstadt München. Die bereits 1825 trassierte Straße wurde 1829 benannt nach Prinz Adalbert Wilhelm von Bayern (1828–1875), dem vierten Sohn von Ludwig I. von Bayern. Zuvor hieß die Adalbertstraße Letzte Straße, da sie den nördlichen Abschluss der Maxvorstadt bildete.

## Verlauf
Die Adalbertstraße verläuft von der Ludwigstraße nördlich des Hauptgebäudes der Ludwig-Maximilians-Universität nach Westen zur Tengstraße. Sie quert im rechten Winkel mehrere Straßen der damals geometrisch gestalteten Stadterweiterung. Sie führt am 1866 bis 1869 angelegten Alten Nordfriedhof vorbei. An ihrem westlichen Ende stößt die Adalbertstraße südöstlich der Kirche St. Joseph auf die Tengstraße, wo sie von der Josephstraße fortgesetzt wird.

## Bebauung

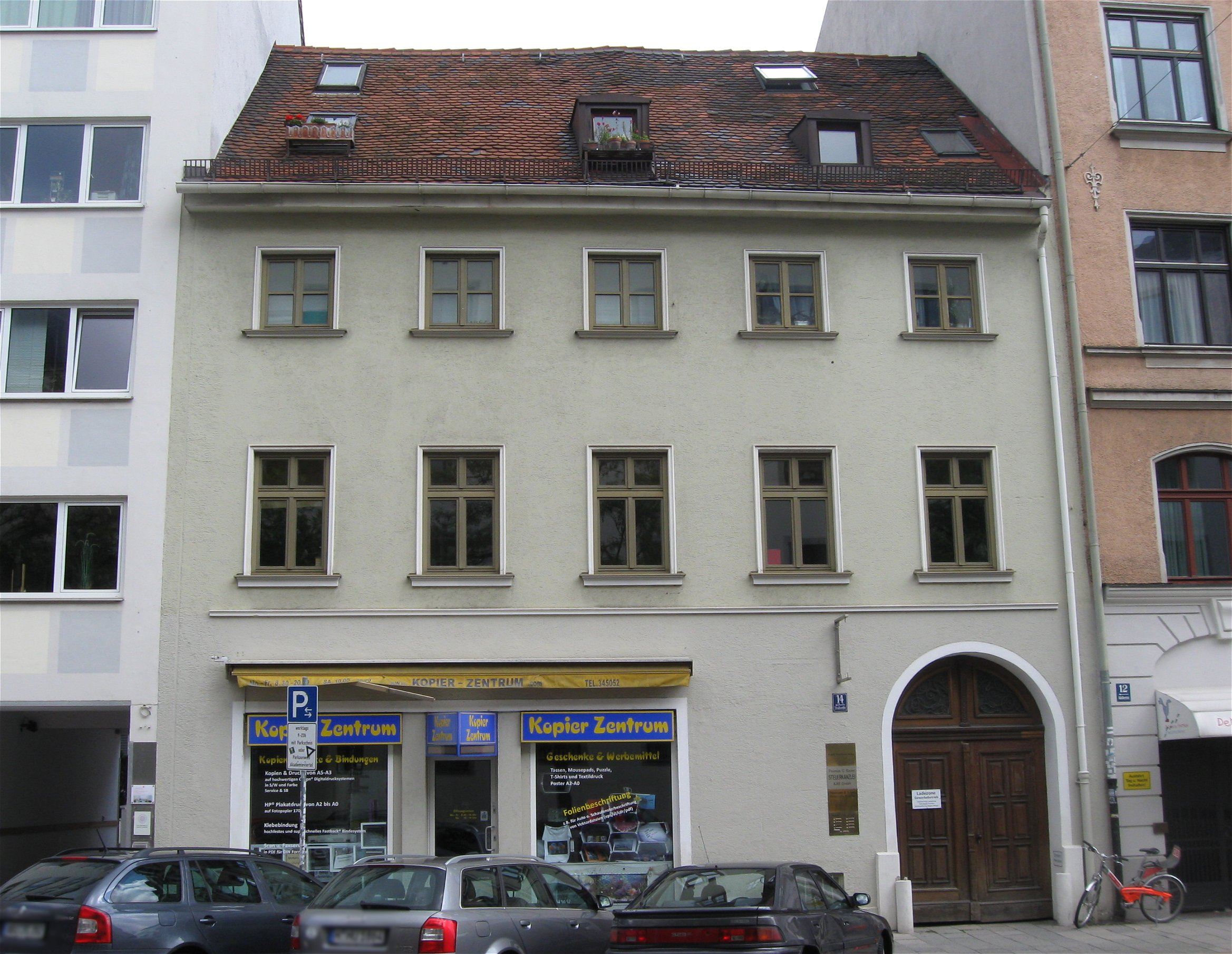
Adalbertstr. 14, einziges Haus der ursprünglichen Bebauung

Durch die Schäden während des Zweiten Weltkriegs und andere Veränderungen zeigt die Adalbertstraße heute eine heterogene Bebauung. Von der ursprünglichen zweigeschossigen Bebauung ist nur das Haus Nr. 14 aus der Zeit um 1827/30 erhalten. Die ursprüngliche Bebauung wurde ab den 1860er Jahren vor allem durch viergeschossige Miets- und Geschäftshäuser im Stil der Neurenaissance ersetzt.

## Baudenkmäler an der Adalbertstraße
- Adalbertstraße 7/9 (München)
- Adalbertstraße 12 (München)
- Adalbertstraße 14 (München)
- Adalbertstraße 31 (München)
- Adalbertstraße 49 (München)
- Adalbertstraße 51 (München)
- Adalbertstraße 53 (München)
- Adalbertstraße 62 (München)
- Adalbertstraße 64 (München)

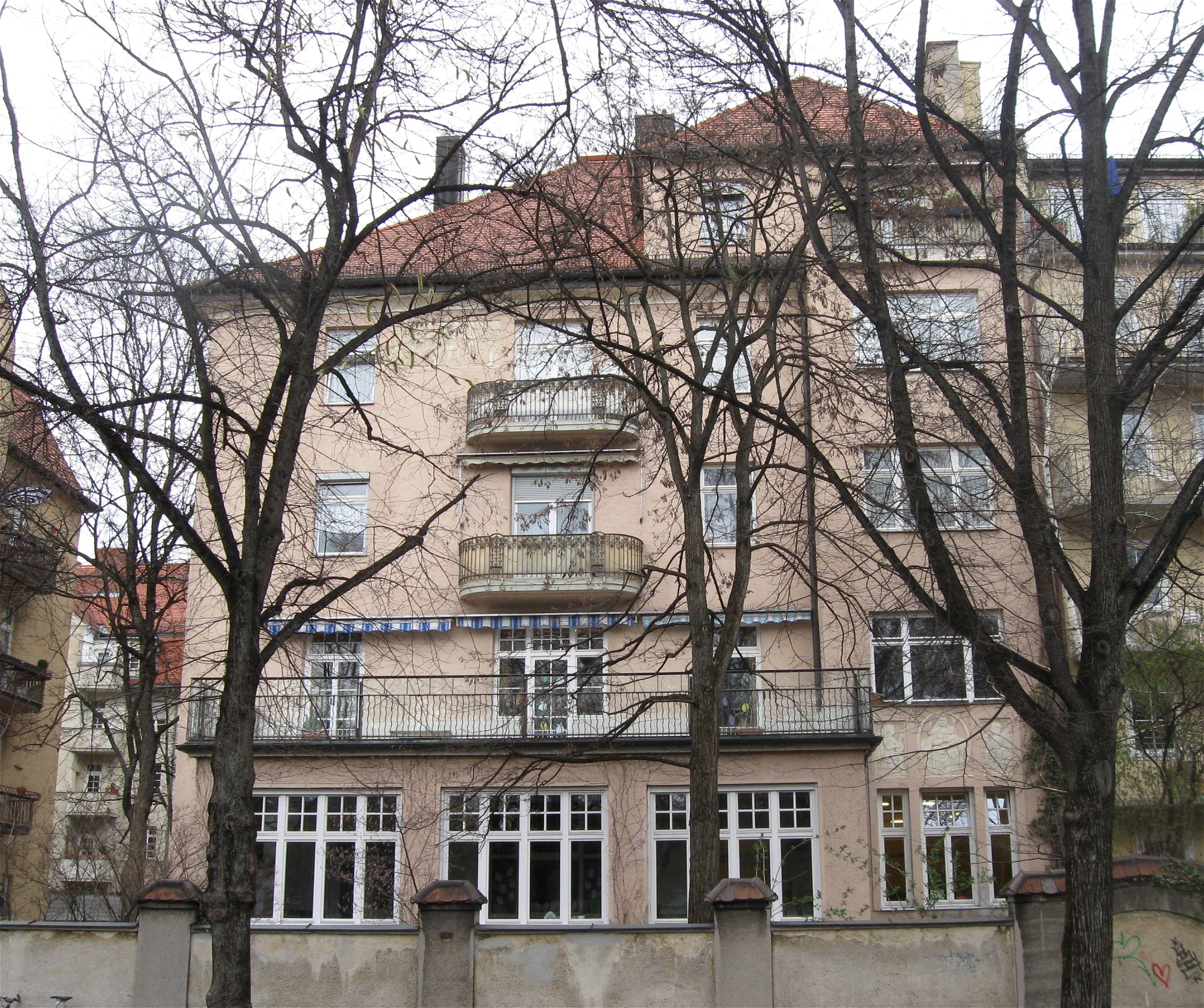
Adalbertstraße 106: Jugendstilbau von Paul Liebergesell und Feodor Lehmann (erbaut 1902 bis 1904)

- Baugruppe Adalbertstraße 70, 72, 76, 78, 80
- Adalbertstraße 90 (München)
- Adalbertstraße 96 (München)
- Adalbertstraße 98 (München)
- Adalbertstraße 100 (München)
- Adalbertstraße 106 (München): Ehemalige Krippen-Anstalt
- Adalbertstraße 108 (München)

Siehe auch: Liste der Baudenkmäler in der Maxvorstadt

## Bekannte Bewohner (Auswahl)
- Anders Andersen-Lundby, Maler, wohnte in der Adalbertstraße 55
- Hermann Euler, Maler
- Max Hofmann, Heimatdichter, wohnte in der Adalbertstraße 49
- Petra Nettelbeck, Fernsehansagerin
- Ernst Oppler, Maler, wohnte ab 1892 in der Adalbertstraße 6
- Gustav Rienäcker, Maler, wohnte in der Adalbertstraße 70 a
- Paul Roloff, Maler, hatte ein Atelier in der Adalbertstraße 55
- Joseph Rosenthal, Antiquar, wohnte in der Adalbertstraße 2c
- Otto Strützel, Maler
- Karl Wolf, Maler, wuchs in der Adalbertstraße auf